# Литенская волость
Ли́тенская волость (латыш. Litenes pagasts) — одна из четырнадцати территориальных единиц Гулбенского края Латвии. Находится на Адзельском плдъёме и Лубанской равнине Северо-Латвийской низменности в северо-восточной части страны.
Граничит со Страдской и Стамериенской волостями своего края, а также с Яунаннинской волостью Алуксненского края, Кубулской волостью Балвского края и Ругайской волостью Ругайского края.
Наиболее крупные населённые пункты Литенской волости: Литене (волостной центр), Атпутас, Аурова, Фабрикас, Кордона, Лешки, Силава, Силениеки, Скуйениеки, Загерниеки.
По территории волости протекают реки: Апкартупе, Дзирла, Глудупите, Каугурупите, Лекшупе, Мугурупе, Педедзе, Сита.
Крупные водоёмы: озёра Калнис и Каугуру эзерс.
Наивысшая точка: 132,2 м.
Национальный состав: 84 % — латыши, 13,2 % — русские.
Волость пересекают автомобильные дороги Гулбене — Виляка, Алуксне — Литене, Цесвайне — Тилдери и железнодорожная линия Гулбене — Вецуме (пассажирское движение прекращено в 2000 году).

## История
В XII веке земли нынешней Литенской волости входили в состав латгальской исторической области Талава. В дальнейшем они оказались во владении Рижского архиепископа (XIII век), отходили к Польше (XVI век), Швеции (XVII век) и Российской империи (XVIII век). На территории волости в XIX веке находилось Литенское поместье, а также Бриежское, Кордонское, Силавское и Вилкское полупоместья.
Первая школа на территории нынешней волости появилась в 1750 году, в 1866 году открылась Литенская приходская школа, работали мельницы, лесопильни, бумажная фабрика (до 1930). В 1916 году началось движение поездов по железнодорожной линии Иерики — Сита. Население волости принимало активное участие в Первой русской революции. В 1941 году в летнем войсковом лагере около Литене были репрессированы несколько сот латвийских военных.
В 1935 году территория Литенской волости Цесисского уезда составляла 149,8 км².
После Второй мировой войны были организованы 7 колхозов, позднее объединившиеся в совхоз «Литене», ликвидированный в начале 1990-х годов.
В 1945 году в волости были образованы Литенский и Приедниекский сельские советы. В 1949 году произошла отмена волостного деления и Литенский сельсовет входил в состав Гулбенского района.
В 1954 году к Литенскому сельсовету был присоединён ликвидированный Приедниекский сельсовет. В 1960 году — часть территории Вецгулбенского сельсовета.
В 1990 году Литенский сельсовет был реорганизован в волость. В 2009 году, по окончании латвийской административно-территориальной реформы, Литенская волость вошла в состав Гулбенского края.
После 2010 года в волости находились 5 экономически активных предприятий, Литенкая начальная школа, детское дошкольно-образовательное учреждение, библиотека, Дом культуры, амбулатория, аптека, центр социальной помощи «Литене», почтовое отделение.